# 美鳳あや
美鳳 あや（みほう あや、2月23日 - ）は、元宝塚歌劇団月組の娘役。
兵庫県宍粟市、県立山崎高等学校出身。身長158cm。愛称は「みっぽー」、「ぽー」、「ぽん」。

## 来歴
1997年、宝塚音楽学校入学。
1999年、宝塚歌劇団に85期生として首席入団。雪組公演「再会／ノバ・ボサ・ノバ」で初舞台。組まわりを経て月組に配属。
2010年11月21日、「ジプシー男爵／Rhapsodic Moon」東京公演千秋楽をもって、宝塚歌劇団を退団。

## 宝塚歌劇団時代の主な舞台

### 初舞台
- 1999年4 - 5月、雪組『再会』『ノバ・ボサ・ノバ』（宝塚大劇場）

### 組まわり
- 1999年5 - 6月、月組『螺旋のオルフェ』『ノバ・ボサ・ノバ』（宝塚大劇場のみ）
- 1999年7 - 8月、雪組『再会』『ノバ・ボサ・ノバ』（1000days劇場）

### 月組時代
- 2000年2 - 4月、『LUNA』 - 新人公演：イブ（本役：西條三恵）『BLUE・MOON・BLUE』（宝塚大劇場のみ）
- 2000年6 - 7月、ベルリン公演『宝塚 雪・月・花』『サンライズ・タカラヅカ』（フリードリッヒシュタット・パラスト劇場）[3]
- 2000年8月、『LUNA』『BLUE・MOON・BLUE』（博多座）
- 2000年9 - 11月、『ゼンダ城の虜』 - 新人公演：女官（本役：眞宮由妃）『ジャズマニア』（宝塚大劇場のみ）
- 2001年1 - 2月、『いますみれ花咲く』『愛のソナタ』 - 新人公演：ゾフィー（子供）（本役：叶千佳）（東京宝塚劇場）
- 2001年3月、『Practical Joke（ワルフザケ）』（ドラマシティ・赤坂ACTシアター）
- 2001年5 - 7月、『愛のソナタ』 - 新人公演：ゾフィー（子供）（本役：叶千佳）『ESP!!』（宝塚大劇場）
- 2001年8 - 9月、『大海賊』 - ハンナ、新人公演：ウミネコ（本役：叶千佳）『ジャズマニア』（東京宝塚劇場のみ）
- 2001年10 - 11月、『血と砂』（バウホール・日本青年館） - フランチェスカ
- 2002年1 - 5月、『ガイズ&ドールズ』 - 新人公演：クバーナの女（本役：瀧川末子）
- 2002年6 - 7月、『サラン・愛』 - 金紅蓮『ジャズマニア』（全国ツアー）
- 2002年8 - 12月、『長い春の果てに』『With a Song in my Heart』
- 2003年1 - 2月、『春ふたたび』 - 村の女『恋天狗』 - お八重（バウホール）
- 2003年4 - 8月、『花の宝塚風土記（ふどき）』『シニョール ドン・ファン』 - 新人公演：キム（本役：花瀬みずか）
- 2003年9月、『なみだ橋 えがお橋』（バウホール・日本青年館） - お久
- 2003年11 - 2004年3月、『薔薇の封印』 - ミレーユ
- 2004年4 - 5月、『愛しき人よ-イトシキヒトヨ-』（バウホール・日本青年館） - 凜麗河
- 2004年6 - 10月、『飛鳥夕映え』 - 三芳野、新人公演：あびこ（本役：紫城るい）『タカラヅカ絢爛II』
- 2005年2 - 5月、『エリザベート』 - 女官、新人公演：ルドヴィカ公爵夫人（本役：夏河ゆら）
- 2005年7月、『BourbonStreet Blues』（バウホール） - ロザンナ／先生
- 2005年9 - 12月、『JAZZYな妖精たち』 - マギー、新人公演：トロ（本役：椎名葵）『REVUE OF DREAMS』
- 2006年2 - 3月、『Young Bloods!!-Sparkling MOON-』（バウホール） - ミスメリイ
- 2006年5 - 8月、『暁（あかつき）のローマ』 - エジプシャン・ダンサー『レ・ビジュー・ブリアン』
- 2006年10月、『オクラホマ!』（日生劇場） - ガーティ・カミンズ
- 2007年1 - 4月、『パリの空よりも高く』 - ブランジュ『ファンシー・ダンス』
- 2007年5 - 6月、『ダル・レークの恋』（全国ツアー） - ミシェル
- 2007年8 - 11月、『MAHOROBA』『マジシャンの憂鬱』
- 2008年1月、『ホフマン物語』（バウホール） - ミューズ[注釈 1]／オランピア[注釈 2]／ジュリエッタ[注釈 3]／ステッラ[注釈 4][4]
- 2008年3 - 7月、『ME AND MY GIRL』 - アナスタシア・ブラウン夫人
- 2008年8月、『ME AND MY GIRL』（博多座） - アナスタシア・ブラウン夫人
- 2008年11 - 2009年2月、『夢の浮橋』 - 大納言の君『Apasionado!!』
- 2009年5 - 8月、『エリザベート』 - ルドヴィカ公爵夫人
- 2009年10 - 12月、『ラスト プレイ』 - ジンジャー『Heat on Beat!（ヒート オン ビート）』
- 2010年2月、『紫子』 - お藤『Heat on Beat!（ヒート オン ビート）』（中日劇場）
- 2010年4 - 7月、『THE SCARLET PIMPERNEL（スカーレット ピンパーネル）』 - ジャンヌ
- 2010年9 - 11月、『ジプシー男爵-Der Zigeuner Baron-』 - ツィプラ『Rhapsodic Moon（ラプソディック・ムーン）』 退団公演[2]

### 出演イベント
- 2001年7・11月、大空祐飛ディナーショー『Selfish…』[5]
- 2002年10月、第43回『宝塚舞踊会』
- 2003年10月、第44回『宝塚舞踊会』
- 2004年8月、映美くららミュージック・サロン『マイ・スイート・メモリー』[6]
- 2004年11月、瀬奈じゅんコンサート『SENA!』
- 2008年3月、『ME AND MY GIRL』前夜祭
- 2009年3月、遼河はるひディナーショー『GLITTER』[7]
- 2009年6月、『百年への道』

## 宝塚歌劇団退団後の主な活動

### 舞台
- 2011年4月、『瀬奈じゅんConcert A LiveⅡ〜Handsome Woman〜』
- 2012年3月、『DANCIN' CRAZY2』
- 2012年7月、『ルドルフ 〜ザ・ラスト・キス〜』
- 2014年3月、『ピトレスク』イヴェット
- 2014年6月、『カルメン』
- 2014年11月、『CHICAGO TAKARAZUKA 100th Anniversary OG version』レディース役